# سده (رامسر)
سده، روستایی است از توابع بخش مرکزی شهرستان رامسر در استان مازندران ایران.

## جمعیت
این روستا در دهستان جنت‌رودبار قرار دارد و براساس سرشماری مرکز آمار ایران در سال ۱۳۸۵، جمعیت آن ۱۱ نفر (۵خانوار) بوده‌است.
این روستا پل ارتباطی بین روستای نمکدره و دهستان جنت رودبار است . بیشتر بومیان قدیمی در این روستاکه ییلاق و قشلاق می‌کنند از روستای {کراتکوتی}رشیدیه به این روستا سفر می‌کنند.